# Monkey Me
Pour la chanson homonyme, voir Monkey Me (chanson).
Albums de Mylène Farmer
2001-2011
(2011) Timeless 2013
(2013)
Singles
1. À l'ombre
Sortie : 22 octobre 2012
2. Je te dis tout
Sortie : 28 janvier 2013
3. Monkey Me
Sortie : 30 août 2013

Monkey Me est le 9e album studio de Mylène Farmer, paru chez Polydor le 3 décembre 2012.
Composé de douze titres, ce disque marque les retrouvailles de Mylène Farmer et Laurent Boutonnat, le disque précédent (Bleu noir) ayant été réalisé sans ce dernier.
Sur des sonorités majoritairement électropop, la chanteuse signe des textes plus enjoués. Continuant, comme dans tous ses albums, d'aborder les thèmes de l'amour et de la mort, elle évoque également son singe nommé E.T (à qui elle rend hommage à travers le nom de ce disque), le public, sa rage de vivre, le christianisme ou encore la sexualité. 
Porté par les singles À l'ombre, Je te dis tout et Monkey Me, l'album s'écoule à plus de 500 000 exemplaires et donne lieu à une grande tournée, Timeless 2013, incluant dix concerts à Bercy.

## Histoire

### Genèse
En décembre 2010, Mylène Farmer sort Bleu noir, le premier album qu'elle réalise sans Laurent Boutonnat, faisant appel à RedOne, Moby et au groupe Archive. Le disque connaît un grand succès en France, où il est certifié disque de diamant, et est suivi l'année suivante par la compilation 2001-2011, comprenant deux inédits composés par Laurent Boutonnat, dont le simple Du temps.

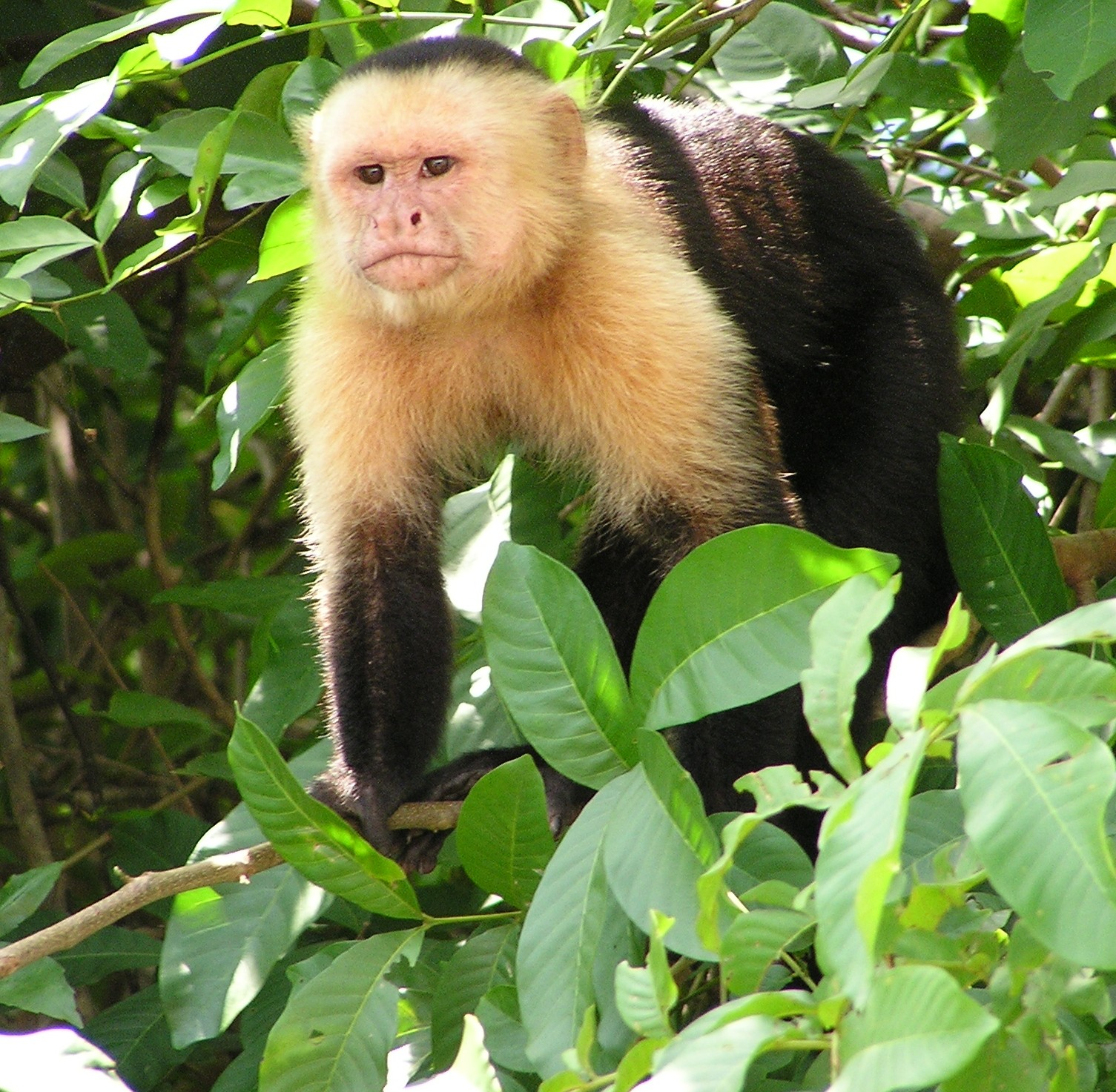
Un Sajou capucin.

En septembre 2012, une nouvelle tournée est annoncée, Timeless 2013 (incluant dix soirs à Bercy), ainsi qu'un nouvel album entièrement composé par Laurent Boutonnat. L'affiche de cette tournée crée la stupeur, la chanteuse apparaissant avec les cheveux blancs et un œil bleu. Près de 200 000 billets sont vendus en une journée, et plusieurs dates supplémentaires sont ajoutées.
Le titre de cet album est un hommage à E.T, le Sajou capucin de Mylène Farmer avec qui elle a vécu pendant 25 ans et qui est décédé le 1er janvier 2011. La chanteuse souhaitait également mettre en avant un côté plus facétieux et enjoué.

### Sortie
Porté par le single À l'ombre, qui atteint la 1re place des ventes, l'album Monkey Me sort le 3 décembre 2012. Classé directement no 1 du Top Albums, il enregistre la plus grosse vente hebdomadaire de l'année, et est certifié triple disque de platine en moins d'un mois pour plus de 300 000 exemplaires vendus, devenant la 9e meilleure vente de l'année 2012 en France. Écoulé à plus de 500 000 exemplaires, il reçoit un disque de diamant en France et un disque de platine en Belgique. 
Les deux singles suivants, Je te dis tout et Monkey Me, atteignent la 3e place du Top 50, tandis que la tournée Timeless 2013 réunit plus de 500 000 spectateurs.

## Pochette
La pochette de l'album reprend la photo en noir et blanc de l'affiche de la tournée Timeless 2013, sur laquelle Mylène Farmer apparait avec les cheveux blancs et un œil bleu. Avec ses mains, elle se couvre notamment un œil, une oreille et une partie de la bouche, évoquant ainsi les trois singes de la sagesse.
Pour l'album, un gros plan est effectué sur cette photo, et l'œil de la chanteuse apparaît désormais dans des teintes rousses.

## Liste des titres
| 1.  | Elle a dit              | Mylène Farmer     | Laurent Boutonnat | 3:52 |
| 2.  | À l'ombre               | Mylène Farmer     | Laurent Boutonnat | 4:50 |
| 3.  | Monkey Me               | Mylène Farmer     | Laurent Boutonnat | 4:13 |
| 4.  | Tu ne le dis pas        | Mylène Farmer     | Laurent Boutonnat | 4:22 |
| 5.  | Love Dance              | Mylène Farmer     | Laurent Boutonnat | 4:06 |
| 6.  | Quand                   | Mylène Farmer     | Laurent Boutonnat | 4:07 |
| 7.  | J'ai essayé de vivre... | Mylène Farmer     | Laurent Boutonnat | 4:40 |
| 8.  | Ici-bas                 | Mylène Farmer     | Laurent Boutonnat | 4:33 |
| 9.  | A-t-on jamais           | Mylène Farmer     | Laurent Boutonnat | 3:47 |
| 10. | Nuit d'hiver            | Laurent Boutonnat | Laurent Boutonnat | 5:24 |
| 11. | À force de...           | Mylène Farmer     | Laurent Boutonnat | 4:08 |
| 12. | Je te dis tout          | Mylène Farmer     | Laurent Boutonnat | 5:30 |

Le 28 mai 2021, l'album est réédité en double CD, le deuxième disque proposant les versions instrumentales de chaque titre.

## Description des chansons
L'album est entièrement écrit par Mylène Farmer et composé par Laurent Boutonnat.
Hormis deux ballades (Quand, Je te dis tout) et deux titres plutôt pop-rock (Monkey Me, J'ai essayé de vivre...), la plupart des chansons se dirigent vers le style électropop qui avait été entamé avec l'album Point de suture en 2008.
Les textes sont moins sombres que dans les albums précédents, la chanteuse jouant même parfois de son image avec autodérision. Tout en continuant d'aborder les thèmes de l'amour et de la mort, la chanteuse évoque également son singe E.T (à qui elle rend hommage à travers le nom de ce disque), le public, sa rage de vivre, la religion ou encore l'homosexualité. Elle déclarera : « Quand on écrit un album, ce sont les événements de vie qui sont explorés. C’est difficile pour moi de dire si c’est plus sombre, plus gai. C’est quelque chose de très spontané finalement. Je ne me dis pas avant d’écrire une chanson : « Voilà, je vais aborder ce thème ou ce thème ». Et si c’est plus gai, ma foi, tant mieux ». 

### Elle a dit
L'album s'ouvre sur la chanson intitulée Elle a dit, un titre abordant l'homosexualité féminine au travers d'une jeune fille qui découvre son attirance pour une autre fille,. Évoquant la détresse de se sentir différente (« Un brin nihiliste, mélancolique, parfois l'envie se foutre en l'air », « La peur de ne pas savoir où aller », « Elle se sent au bord du rebord »), la jeune fille tente d'abord de réfréner son amour (« Dans son cerveau deux hémisphères, le gai et le triste, un jeu d'artifices, pouvoir aimer, comment le faire », « Elle n'a pas choisi ») avant de finir par l'assumer (« Le cœur à l'endroit, mais l'heure a sonné, elle a mis le sien à l'envers », « Mais quoi qu'elle en dise, elle aime une fille »). 
La chanteuse, qui cite le film L'Incompris de Luigi Comencini, fait fortement référence à la bande dessinée Le bleu est une couleur chaude de Jul' Maroh, qui sera adaptée au cinéma en 2013 par Abdellatif Kechiche sous le titre La Vie d'Adèle (« Assise sur son lit, le bleu dans le gris », « Soins intensifs, à deux c'est moins triste »). 
L'emploi de conjugaisons différentes au sein du refrain, mélangeant le passé et le présent, laisse sous-entendre que la jeune fille n'est plus de ce monde.

### À l'ombre
Sur une musique électropop rythmée, Mylène Farmer écrit un texte personnel (« La peur s'engage sur mon visage, le doute frissonne », « Suis-je faite pour les rêves ? », « Mon cœur se ferme, le Diable harcèle mes lendemains »), dans lequel elle évoque le repli sur soi (« Risquer de n'être personne », « On se coupe de soi-même », « Las de cette vie trop brève, on devient l'ombre de soi-même »).
Elle fait un clin d'œil à son pays de naissance, le Canada, en mentionnant l'érable dont la feuille figure sur le drapeau national, à travers la phrase « Sous les érables, le froid se cabre ».

### Monkey Me

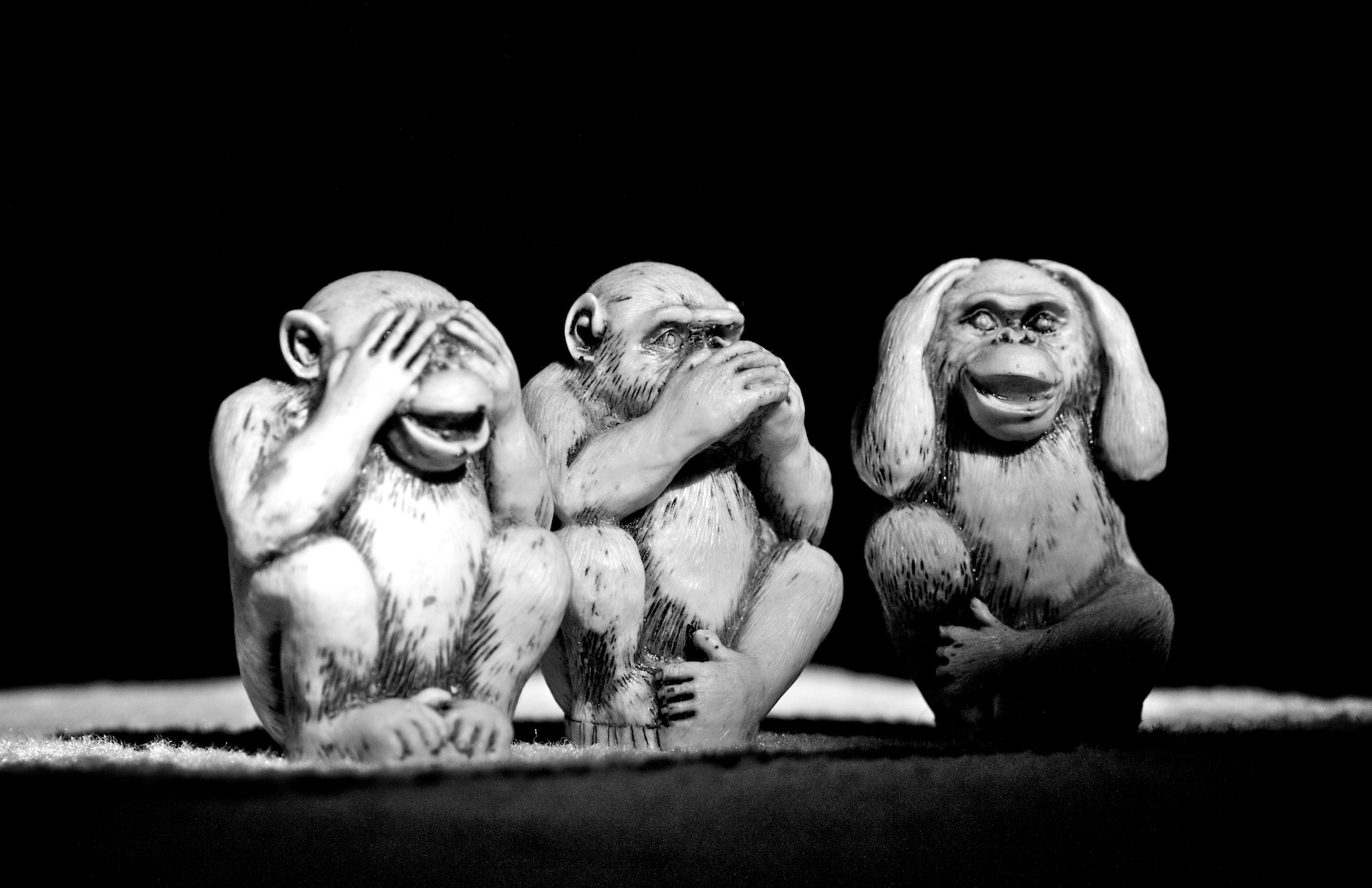
Les trois singes de la sagesse.

Pour ce titre pop-rock qui donne son nom à l'album, Mylène Farmer rend hommage à E.T, le Sajou capucin avec qui elle a vécu pendant 25 ans et qui est décédé le 1er janvier 2011 : « J'ai d'abord forcément pensé à mon petit singe avec qui j'ai vécu pendant plus de 25 ans, je crois. Et, je pensais à ce côté facétieux, ce côté enjoué. Parfois, j'ai l'impression d'être dans un vêtement trop étriqué et... j'ai envie de rire parfois, aussi ».
Faisant référence aux trois singes de la sagesse (« je perds l'audition », « je reste coi », « je suis sans guidon »), elle s'inspire également du roman Mémoires de la jungle de Tristan Garcia (« Là, c'est un autre moi, c'est Monkey Me, l'animal. Là, je connais ces pas, un Monkey moi »).

### Tu ne le dis pas
Sur une musique entraînante, la chanteuse écrit un texte évoquant l'approche inéluctable d'une fin, pouvant aussi bien être la fin d'une relation, d'une ère ou du monde en général (« Voir le monde se défaire », « Mais que devient le monde ? Un tout qui s'effondre »).
Concluant la plupart des phrases des couplets par « Tu ne le dis pas » (« Il nous faudra du courage, mais... tu ne le dis pas. Inévitable naufrage, mais... tu ne le dis pas »), elle décrit à la fois son impuissance (« L'espérance se dénude, mais... tu ne le dis pas », « Que n'ai-je un pinceau d'écume pour peindre un au-delà ») et sa résignation (« Quoi qu'il n'y a plus rien à faire quand tout vole en éclats »).

### Love Dance
Ce titre joyeux aux sonorités pop et dance dévoile un texte très léger, à moitié en français et à moitié en anglais, jouant principalement sur les sonorités des mots comme dans le refrain : « Do you love me, Love me do, Me do love you, Me too... ».
Les couplets laissent entrevoir des paroles en français plus coquines, citant plusieurs zones érogènes (« Doux est le cou, le derrière du genou », « Commissure de la bouche, l'entrecuisse a fait mouche ») avant de terminer en « galipettes » et de conclure par un « Happy birthday to you ».

### Quand

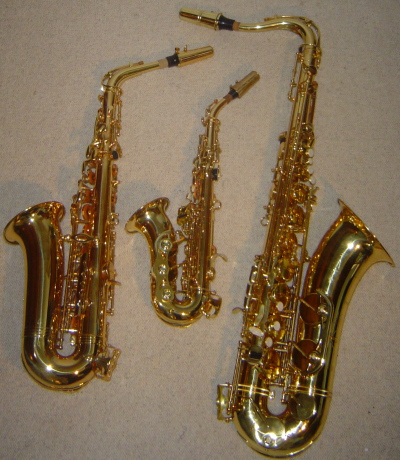
Des saxophones.

Première ballade de l'album, Quand est une chanson mélancolique décrivant une relation amoureuse proche de la fin. 
Alors que l'un des partenaires n'arrive pas à communiquer (« Toi à demi mot, mes paroles sans échos », « Moi noyée dans l'eau, quand tu n'oses pas les mots », « Quand les mots s'arrêtent sur tes lèvres »), l'autre déplore son impuissance à le rendre heureux et semble attendre qu'il prenne une décision (« Dans le vent j'entends tes renoncements », « Quand sauras-tu dire que nos cœurs ont vu trop grand », « Quand pourras-tu dire que l'Amour est suffisant », « Les étoiles tombent une à une, les bougies sont de fortune »).
Les couplets sont chantés d'une voix basse, tandis que les refrains partent davantage dans les aigus. Le pont musical est joué au saxophone, un instrument rarement utilisé dans l’œuvre de la chanteuse.

### J'ai essayé de vivre...
Commençant par un rythme rock, la chanson propose des couplets plus calmes avant de reprendre une musique dynamique dans les refrains.

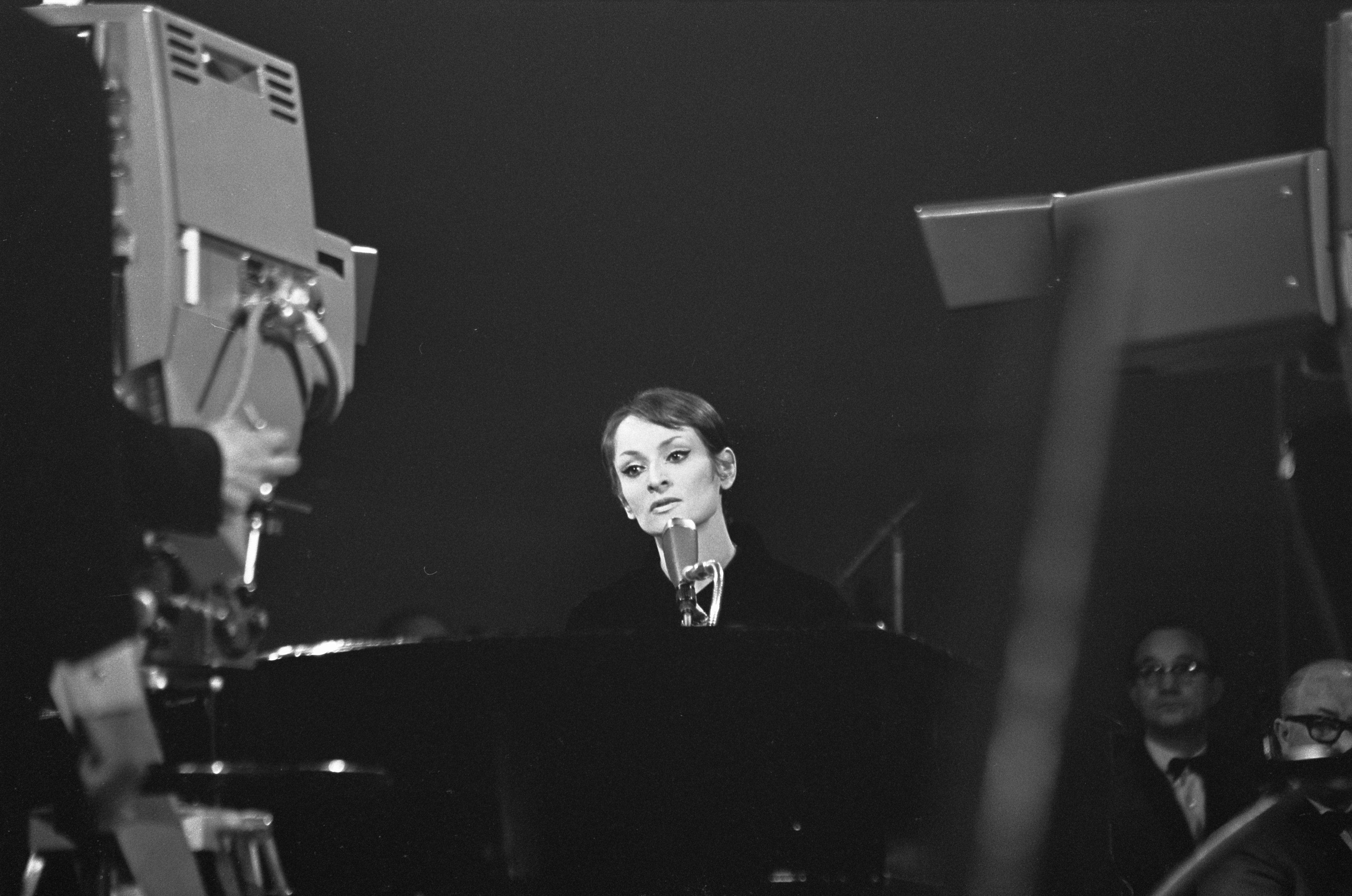
Barbara.

Dans le texte, la chanteuse s'adresse directement à son public (« Moi j'ai essayé de vivre, donné un sens à ma vie ici. Moi j'ai tant voulu l'autre »), le saluant même directement : « Ave, milliers d'âmes anonymes, Ave ».
Faisant une sorte de bilan sur l'image qu'elle a pu renvoyer (« Danser sans cesse au bord du gouffre, pourtant l'ivresse comme un « entre-nous » », « Vois la pénombre qui éclaire mon visage »), elle évoque la chanson Au clair de la lune (« Au clair de lune, mon ami « qui » ? Suis-je ta plume ? ») et semble faire écho à Ma plus belle histoire d'amour de Barbara, à travers la phrase « On s'est dit « ensemble, si c'est là ton voyage » ».
Dans le livret de l'album, Mylène Farmer écrit : « Immense Merci à celles et ceux qui n'ont jamais cessé de Donner... sans jamais reprendre. On s'est dit « ensemble » c'est là notre voyage... Mon plus beau voyage ».

### Ici-bas

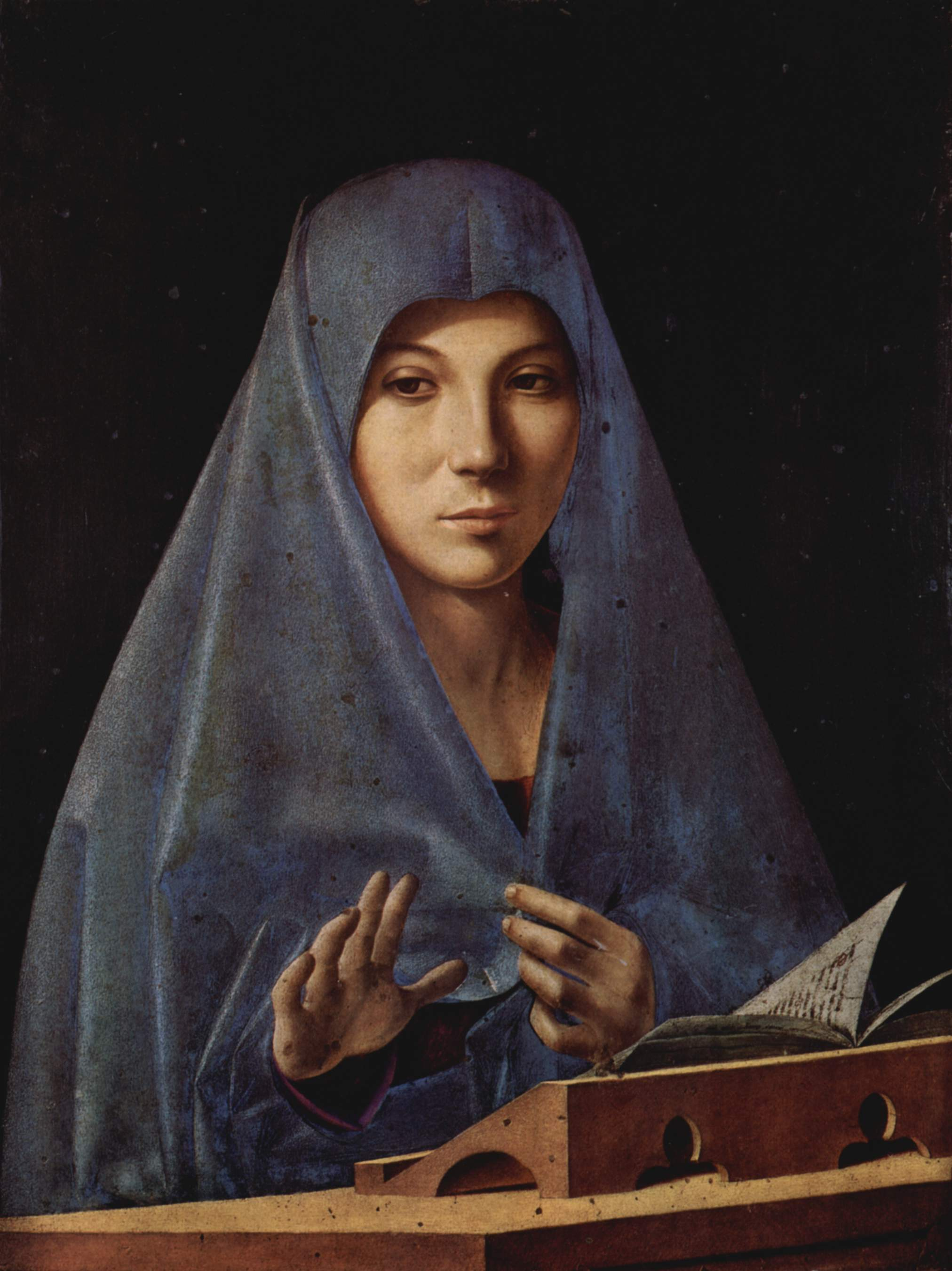
La Vierge Marie.

Sur une musique légère, la chanteuse écrit au sujet de ses sentiments parfois contraires (« C'est bien ici-bas que j'ai voulu la guerre [...] C'est bien ici-bas que j'ai voulu la liesse », « L'âme éperdue plongée dans la confusion », « Drôle de vie qui fait, pauvre de moi, un pantin de bois »), évoquant de nouveau le spleen de Charles Baudelaire (« Balader mon spleen et m’étourdir est bon, je pense à la fuite de tous mes rêves »). 
Elle utilise le champ lexical du christianisme tout au long des couplets (« C'est comme un long chapelet qui porte ton nom, que j'égrène en vain, je compte mes prières », « Je fais vœux de vie, vœux de contemplation », « Je pense à nos âmes qui s'élèvent »), faisant notamment référence à la Vierge Marie et à certains passages de la prière Je vous salue Marie comme « Priez pour nous, pauvres pécheurs » (« Toi Marie qui vois du haut de ton donjon colonie de pantins, de pauvres hères », « Je t'en prie, sois là, exauce mes prières »).

### A-t-on jamais
Dans cette ballade qui monte crescendo jusqu'à se terminer par plusieurs chœurs, Mylène Farmer semble vouloir se détacher d'un passé trop présent, qui l'empêche de vivre pleinement (« A-t-on jamais les mots pour se convaincre d'oublier ? », « D'affronter tant de nuits les désastres du passé, j'ai oublié de vivre, d'accrocher l'astre à mon pied »). 
Répétant des « Alleluia » au sein du refrain, la chanson semble s'adresser à un être disparu (« J'aurais voulu te plaire, que tu restes à mes côtés », « C'est toi qui m'as donné vie, ce soir je pose mes clés », « Aller où tu vois les montagnes [...] Donner tout de moi pour t'y voir »).

### Nuit d'hiver
Ce morceau à la rythmique très sombre n'est composé que d'une seule phrase (« Eh oh ce matin, y a Chloé qui s'est noyée »), reprenant la première phrase de la chanson Chloé, présente sur le premier album de Mylène Farmer, Cendres de lune, paru en 1986. Ce titre relatait, sous des airs de comptine enfantine, la noyade d'une petite fille. La voix de la chanteuse murmure quelques « Chloé » au milieu de cette musique angoissante, avant qu'un « Je suis là » ne finisse par lui répondre.

### À force de...

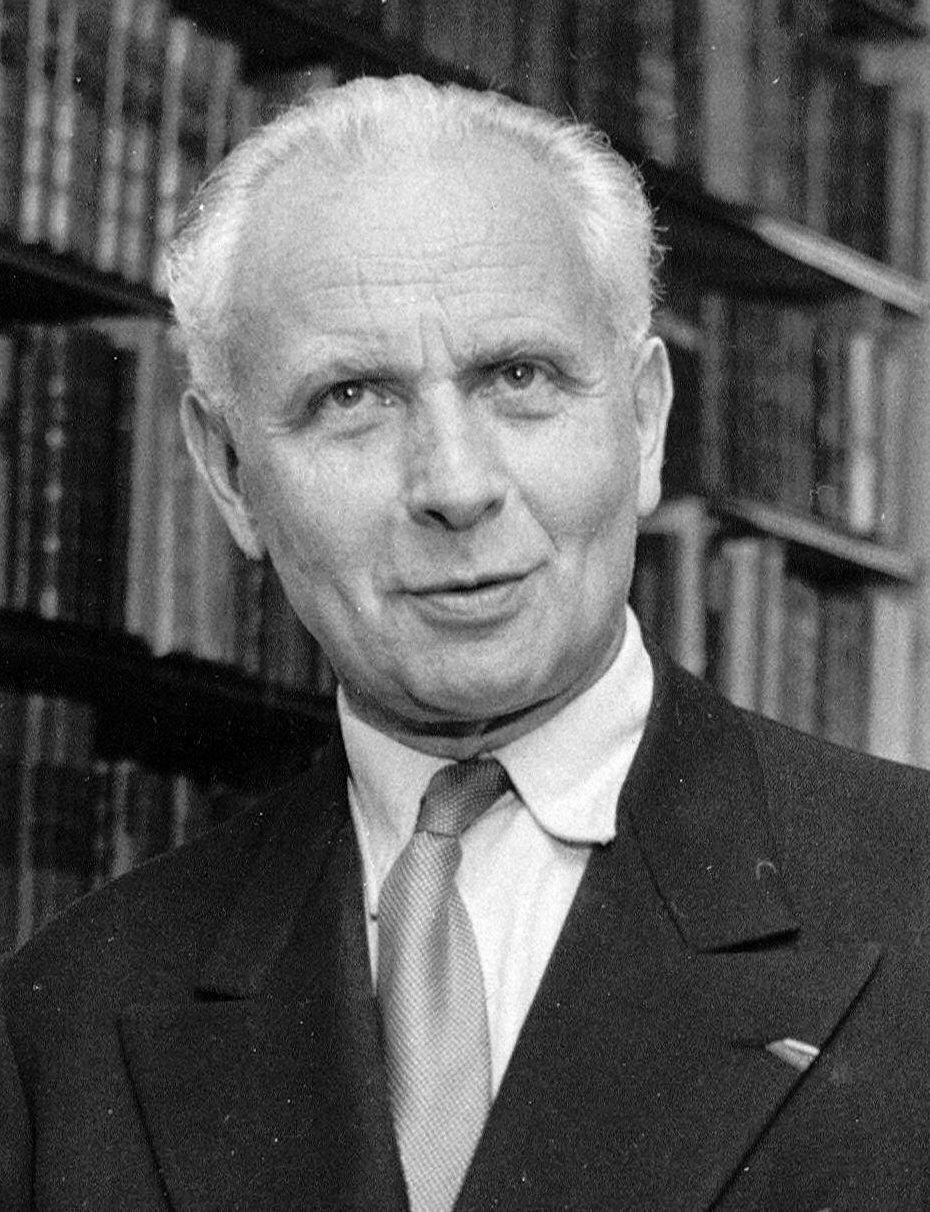
Louis Aragon.

Après quelques notes annonçant une chanson plus électro, la voix de la chanteuse apparaît sous vocodeur lors des couplets, durant lesquels elle étire les mots. Les refrains proposent un rythme plus rapide, sans vocodeur cette fois.
Dans les paroles, très optimistes, la chanteuse semble faire un bilan sur elle-même, reconnaissant avoir trop laissé parler ses angoisses, et répète sans détour avoir une grande soif de vivre (« À force de mourir, je n'ai pas su te dire que j'ai envie de vivre, donner l'envie de vivre », « La force des rapides, des vents qui se déchirent, me donnent l'envie de vivre, donner l'envie de vivre ») et de liberté (« Moi j'ai envie de vivre, et de mourir sans chaîne »).
Les phrases « Donner l'envie de vivre » et « Que la nature est belle » rappellent le poème Strophes pour se souvenir de Louis Aragon.

### Je te dis tout
Introduite par quelques notes au piano, cette ballade offre un texte en forme de déclaration d'amour (« Mon amour, je te dis tout, tu peuples ma vie à l'infini », « Tu es mon sang, mon double aimant, mon ADN »).
Certaines phrases font penser à un amour disparu (« Abuse le sort, frappe à ma porte », « Héritière passagère de mes jours maudits », « Je suis qui pardonne au temps, aux absents »).

## Accueil critique
- « Sur Monkey Me, Mylène a visiblement pris le parti de faire du Farmer, sans contrefaçon. Mélodies faciles mais d'une efficacité redoutable et, surtout, paroles compréhensibles de tous. » (Le Soir Magazine)[22]
- « Si les arrangements très 90's peuvent dérouter, les textes ont rarement été aussi optimistes. » (Voici)[23]
- « Certes, on a un peu l'impression que les mélodies se ressemblent et qu'aucun titre ne ressort réellement. Pourtant, avec Monkey Me, très homogène, Mylène Farmer garde ce pouvoir d'interpréter des chansons magnétiques. » (Ouest-France)[24]
- « Dans ce CD, les thèmes du spleen et de la solitude occupent une place de choix. Sauf que cette fois, plusieurs titres, refrains ou couplets jouent presque ouvertement la carte de l'autodérision. Preuve de l'intelligence de sa plume. » (20 Minutes)[25]
- « Le retour de Boutonnat sur Monkey Me se fait cependant en mode mineur. Celui que Mylène Farmer décrit comme un « frère jumeau » a cherché à retrouver le son classique des années 80, entre synthétiseurs et ballades au piano, pour un résultat souvent désincarné. » (L'Avenir)[26]
- « À l'heure des blockbusters électroniques que sont les disques de Rihanna ou Lady Gaga, Monkey Me sonne souvent daté, petit bras et rappelle les bons vieux complexes des Français incapables de rivaliser avec leurs confrères américains. Dommage, car des refrains comme ceux de J'ai essayé de vivre..., Ici-bas ou Tu ne le dis pas auraient plus de panache s'ils ne se contentaient pas d'une dance quelconque produite sans ambition. » (Le Parisien)[27]
- « Dès Elle a dit, on retrouve ses nappes de claviers habillées de rythmes électroniques. Pour le reste, nous sommes en territoire connu, il n'y a aucune révolution ni évolution. [...] Un disque finalement sans âge. » (Le Soir)[28]
- « Musicalement, cet album est le plus gai, ou le moins sombre, qu'elle ait jamais signé. » (Nord Éclair)[29]
- « Le résultat, sans être étonnant (ni détonant) se révèle efficace. » (Télé-Loisirs)[30]
- « La production de cet album est bien léchée, souvent néo-disco, madonnesque, des morceaux qu'il faut écouter au casque pour en saisir les nuances, les saveurs, les subtilités. Si on se contente de les entendre de loin, en bruit de fond, on n'en verrait que les grandes lignes, les facilités. Ils méritent une autre approche, plus attentive, plus concentrée. » (Jukebox magazine)[31]

## Singles
Trois chansons sont sorties en single : À l'ombre, Je te dis tout et Monkey Me.
Une Lyric Video a également été tournée pour Quand (une vidéo avec les paroles qui défilent sur des images d'eau et de constellations). Réalisée par François Hanss, celle-ci est diffusée sur internet le 23 novembre 2012, dix jours avant la sortie de l'album.

### À l'ombre

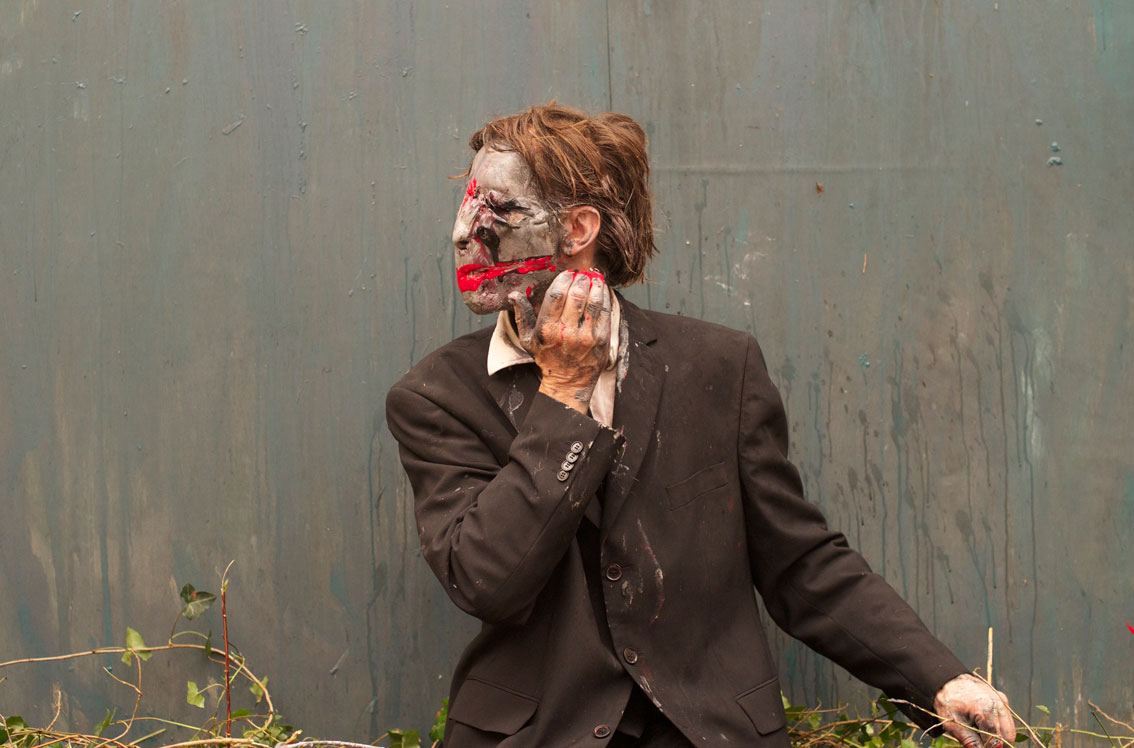
Olivier de Sagazan en pleine Transfiguration.

Disponible en téléchargement à partir du 22 octobre 2012, À l'ombre sort en physique le 26 novembre 2012.
Le clip, réalisé par Laurent Boutonnat, rend hommage aux œuvres de Transfiguration de l'artiste Olivier de Sagazan. Entourés de danseurs et de bergers blancs suisses qui évoluent dans de la boue, Mylène Farmer et Olivier de Sagazan portent tous les deux un costume cravate noir et blanc et se recouvrent le visage avec de la terre et des pigments noir et rouge, se créant ainsi de nouveaux visages devenant de plus en plus horrifiques.
Dès sa sortie en téléchargement, le titre atteint la 4e place du Top Singles. Il se classera no 1 lors de la sortie des supports physiques, et restera classé durant 15 semaines.

### Je te dis tout

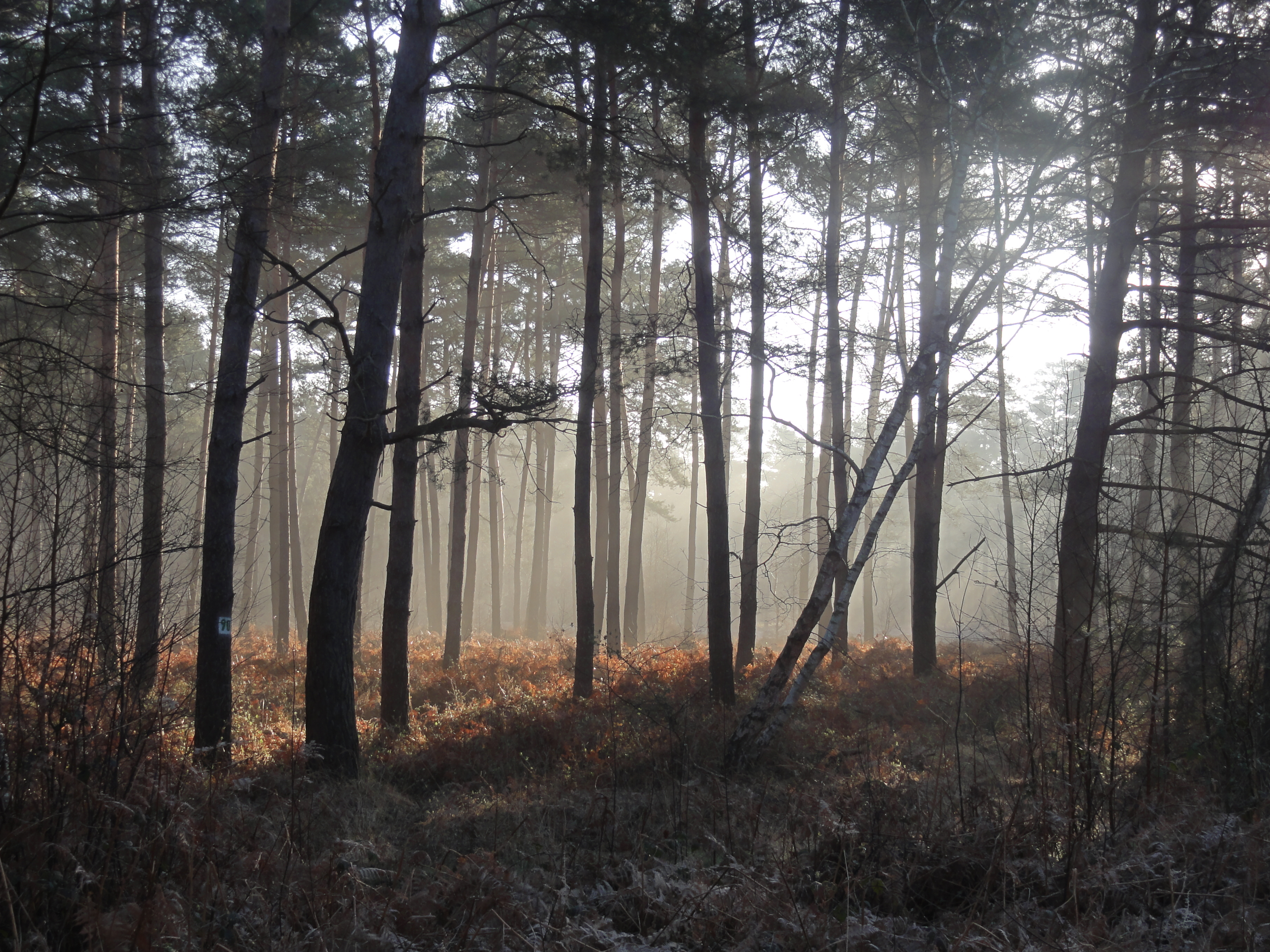
La forêt d'Ermenonville.

Je te dis tout est la seule chanson de l'album à bénéficier d'une prestation télévisée (lors des NRJ Music Awards, le 26 janvier 2013). Envoyé aux radio deux jours après, le single sort le 4 mars 2013.
Le clip, réalisé par François Hanss, est tourné au bord d'un étang du parc de l'Abbaye de Chaalis, près de la forêt d'Ermenonville. Mylène Farmer a pour partenaire un grand cheval noir, animal considéré comme psychopompe dans plusieurs cultures. D'autres plans présentent la chanteuse sur une barque, ce qui n'est pas sans rappeler le clip À quoi je sers dans lequel Mylène Farmer traversait le Styx.
Le single atteint la 3e place du Top Singles, dans lequel il reste classé durant huit semaines.

### Monkey Me

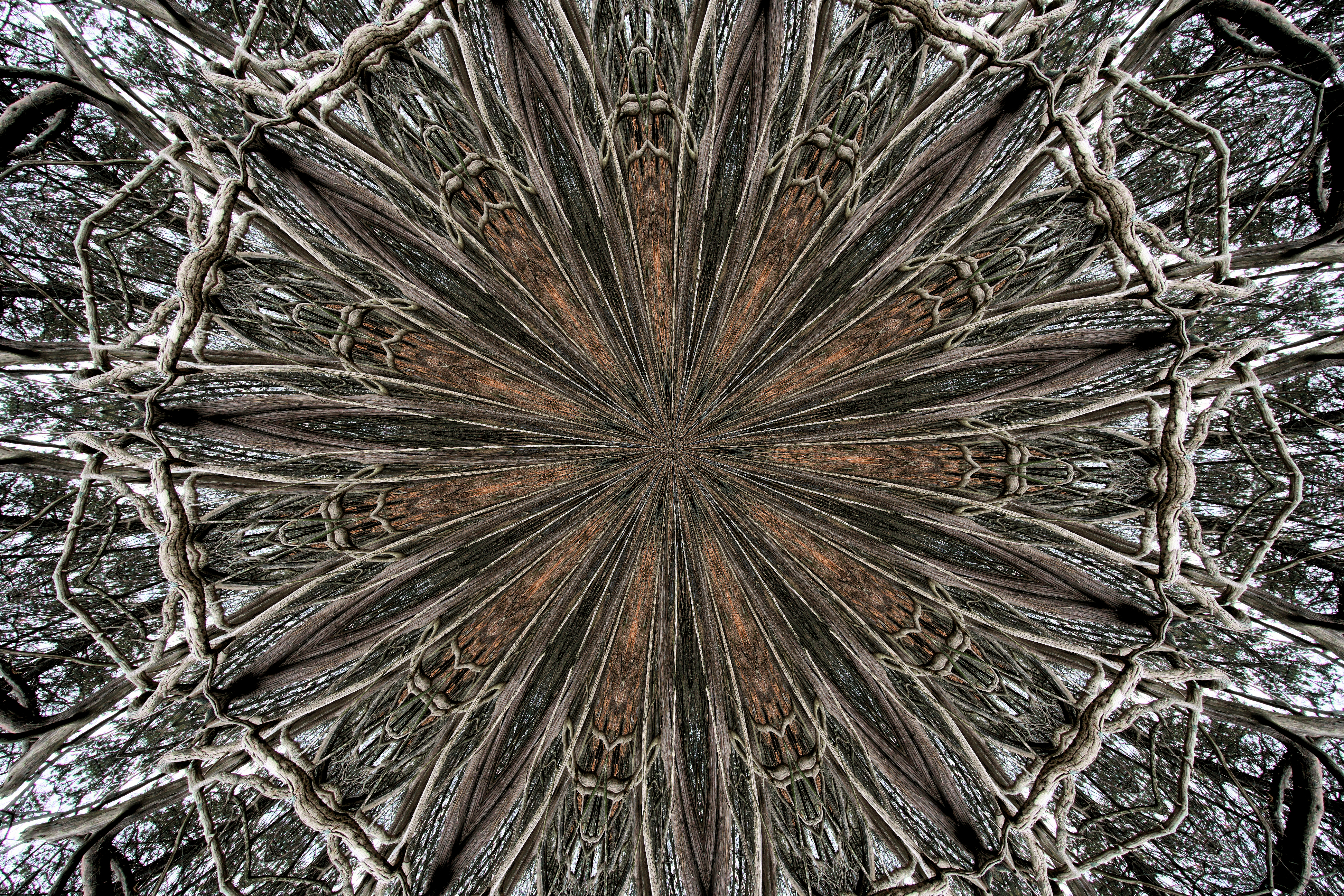
Un effet kaléidoscopé.

Diffusé en radio à partir du 30 août 2013, Monkey Me sort le 7 octobre 2013. Afin d'illustrer la pochette, la chanteuse organise un concours de création à ses fans, que remporte Richard Vanloot en réalisant un dessin de singe reproduisant la pose de Mylène Farmer sur la pochette de l'album. 
Le clip, réalisé en noir et blanc par Eric Delmotte et Luc Froehlicher, montre un singe en images de synthèse, auxquelles sont ajoutés des effets donnant un rendu kaléidoscopé pouvant rappeler les Tests de Rorschach. Mylène Farmer n'apparaît pas dans le clip.
La chanson atteint la 3e place du Top Singles en France.

## Classements et certifications
Dès sa sortie, l'album Monkey Me se classe directement no 1 du Top Albums, enregistrant la plus grosse vente hebdomadaire de l'année avec près de 150 000 ventes en une semaine. En moins d'un mois, il est certifié triple disque de platine pour plus de 300 000 exemplaires vendus, devenant la 9e meilleure vente de l'année 2012 en France.

Écoulé à plus de 500 000 exemplaires, il reçoit un disque de diamant en France et un disque de platine en Belgique. 
| Classement                      | Meilleure position |
| ------------------------------- | ------------------ |
| Belgique (Flandre Ultratop)     | 29                 |
| Belgique (Wallonie Ultratop)    | 1                  |
| France (SNEP - Ventes)          | 1                  |
| France (SNEP - Téléchargements) | 1                  |
| Québec (Top Albums Québec)      | 38                 |
| Russie (Russian Album Charts)   | 1                  |
| Suisse (Schweizer Hitparade)    | 3                  |
| Suisse romande                  | 1                  |
| Ukraine                         | 15                 |
| Monde (IFPI)                    | 9                  |

| Classement annuel (2012)         | Position |
| -------------------------------- | -------- |
| Belgique (Wallonie Ultratop)     | 24       |
| France (SNEP)                    | 9        |
| France (SNEP - Ventes physiques) | 7        |

| Classement annuel (2013)     | Position |
| ---------------------------- | -------- |
| Belgique (Wallonie Ultratop) | 34       |
| France (SNEP)                | 72       |

### Certifications
| Pays     | Certification |
| -------- | ------------- |
| Belgique | Platine       |
| France   | Diamant       |

## Crédits
| - Paroles : Mylène Farmer - Sauf Nuit d'hiver (Laurent Boutonnat) - Musique : Laurent Boutonnat - Produit par Laurent Boutonnat - Prise de son et mixage : Jérôme Devoise - Arrangements, programmation et claviers : Laurent Boutonnat - Guitares : Sébastien Chouard, Slim Pezin, Kashura (guitares additionnelles pour Monkey Me) - Batteries : Loïc Pontieux - Saxophone : Stéphane Chausse - Bells, tubulars, électro basses : Pol Ramirez Del Più - Chœurs : Mylène Farmer, Esther Dobong'Na Essiene (pour À force de..., Ici bas, A-t-on jamais, Tu ne le dis pas) | - Enregistrements : Studio Guillaume Tell, Calliphora Studio - Mixage : Calliphora Studio - Mastering : André Perriat à La Villa Mastering, assisté de Jérémy Henry - Photo : Hervé Lewis - Traitement de l'image : D. Laurent - Photos livret : Nathalie Delépine - Création typographique Monkey Me : Thomas Dartigues - Design : Henry Neu pour Com'N.B - Management : Thierry Suc pour TS3 - Production exécutive : Paul Van Parys pour Stuffed Monkey - Production exécutive : Calliphora S.A - Administration : Corinne Potier - Assistant de production : Philippe Bascugnana |